# Páteřík

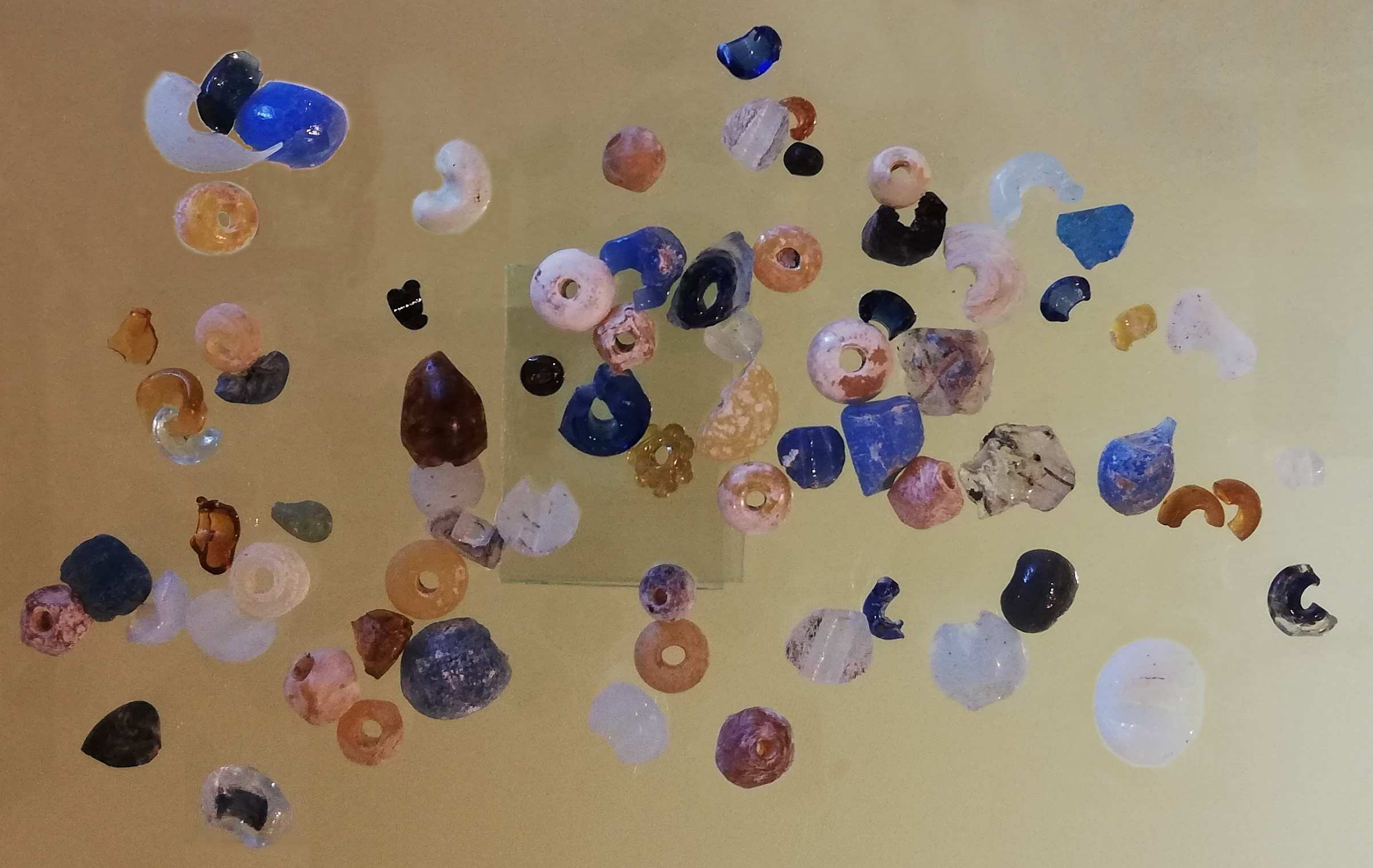
Kolekce páteříků vyráběných a nalezených v okolí šumavské Kvildy

Páteřík (častěji však v množném čísle páteříky; německy: Glasperlen) je jednoduchý drobný skleněný korálek, který byl vyráběn navíjením měkkého skla na kovové tyčky. Dalším úkonem bylo řezání nebo mačkání do formiček, které dávalo korálkům různý tvar (soudkovitý, fasetovaný, šestihranný, vícehranný, ostružinový apod.)

## Historie
Většina starých šumavských skláren kromě výrobků z foukaného skla a zrcadel vyráběla i drobné skleněné korálky. Říkalo se jim páteříky. Korálky se používaly převážně na výrobu modlitebních pomůcek – růženců a jejich pojmenování bylo odvozeno od prvního slova nejznámější křesťanská modlitby Páně – otčenáše, který začíná latinskámi slovy „Pater noster qui es in cælis, ...“ (Otče náš, jenž jsi na nebesích, ...).
Zručný sklář byl schopen za celý den (při pracovním nasazení „od vidím do nevidím“) vyprodukovat asi 5 tisíc korálků, které se pak plnily do sudů po 200 tisících kusech a takto se transportovaly dále na formanských vozech tažených koňmo ze sklárny po Zlaté stezce k obchodníkům. V místech, kde na Šumavě stávaly sklářské hutě, je možno v potocích, které těmi místy protékají, nalézt nejen úlomky barevného skla, ale i torza nebo výjimečně i celé korálky.
Páteříky se dobře prodávaly, neboť růžence se používaly hojně v křesťanských rodinách v tuzemsku i v zahraničí (např. Španělsko) a korálky, které se nepoužily do růženců, našly svoje uplatnění v zámoří (v Africe například i jako platidlo). Prostřednictvím norimberských obchodníků se páteříky dostávaly do celého tehdy známého světa. Centrem obchodu s páteříky v zahraničí byl Pasov a Norimberk. Na české straně byly centrem obchodu s páteříky Kašperské Hory.
Historie šumavských skláren sahá až do roku 1360 (Sklenářova Lhota u Vimperka). Výroba páteříků kopírovala obecně periody rozmachu a útlumu sklářství na Šumavě. (To bylo dáno válkami ale také dočasnými úbytky zdrojů – hlavně dřeva). Ukázky páteříků jsou vystaveny ve sklářských sbírkách Muzea Šumavy v Kašperských Horách.

## Zajímavost
Středověký řemeslník, specializovaný na rukodělnou výrobu růženců se nazýval paterník. V němčině se paterník nazýval Paternostermacher.